# Eurhynchium laxifolium
Eurhynchium laxifolium là một loài rêu trong họ Brachytheciaceae. Loài này được Hook. A. Jaeger mô tả khoa học đầu tiên năm 1878.